# Alberni Pacific Railway
Die Alberni Pacific Railway ist ein Museumsbahnbetreiber mit Standort in Port Alberni, British Columbia, Kanada. Sie betreibt eine Strecke, die vom Hafengebiet Port Alberni bis zur McLean Mill, einem historischen Sägewerk, verläuft. Die Spurweite beträgt 1435 mm (Normalspur).

## Befahrene Strecken
Die Züge der Alberni Pacific Railway nutzen einen 3,9 Kilometer langen Abschnitt der ansonsten nicht mehr befahrenen Bahnstrecke Parksville-Port Alberni und das Anschlussgleis, mit dem die McLean Mill an diese Strecke angebunden ist. 

## Betrieb
Während der Saison Ende Juni bis Anfang September verkehren donnerstags und samstags zwei Zugpaare, freitags und sonntags ein Zugpaar. Die Fahrten werden in Verbindung mit einer Besichtigung des historischen Sägewerks angeboten. Die Züge der Museumsbahn beginnen im 1912 errichteten Bahnhof Port Alberni und erreichen nach 35 Minuten Fahrt die McLean Mill National Historic Site.    
Im regulären Einsatz stehen die Baldwin-Dampflokomotive No. 7, und die Alco RS-3 No. 8427.   Die Zuggarnitur besteht aus zwei geschlossenen Personenwagen und drei überdachten Sommerwagen. Die Untergestelle der Personenwagen stammen von Güterzugbegleitwagen (Cabooses) der Canadian National Railway, die Wagenkästen wurden neu gebaut.

## Lokomotivbestand

### Dampflokomotiven

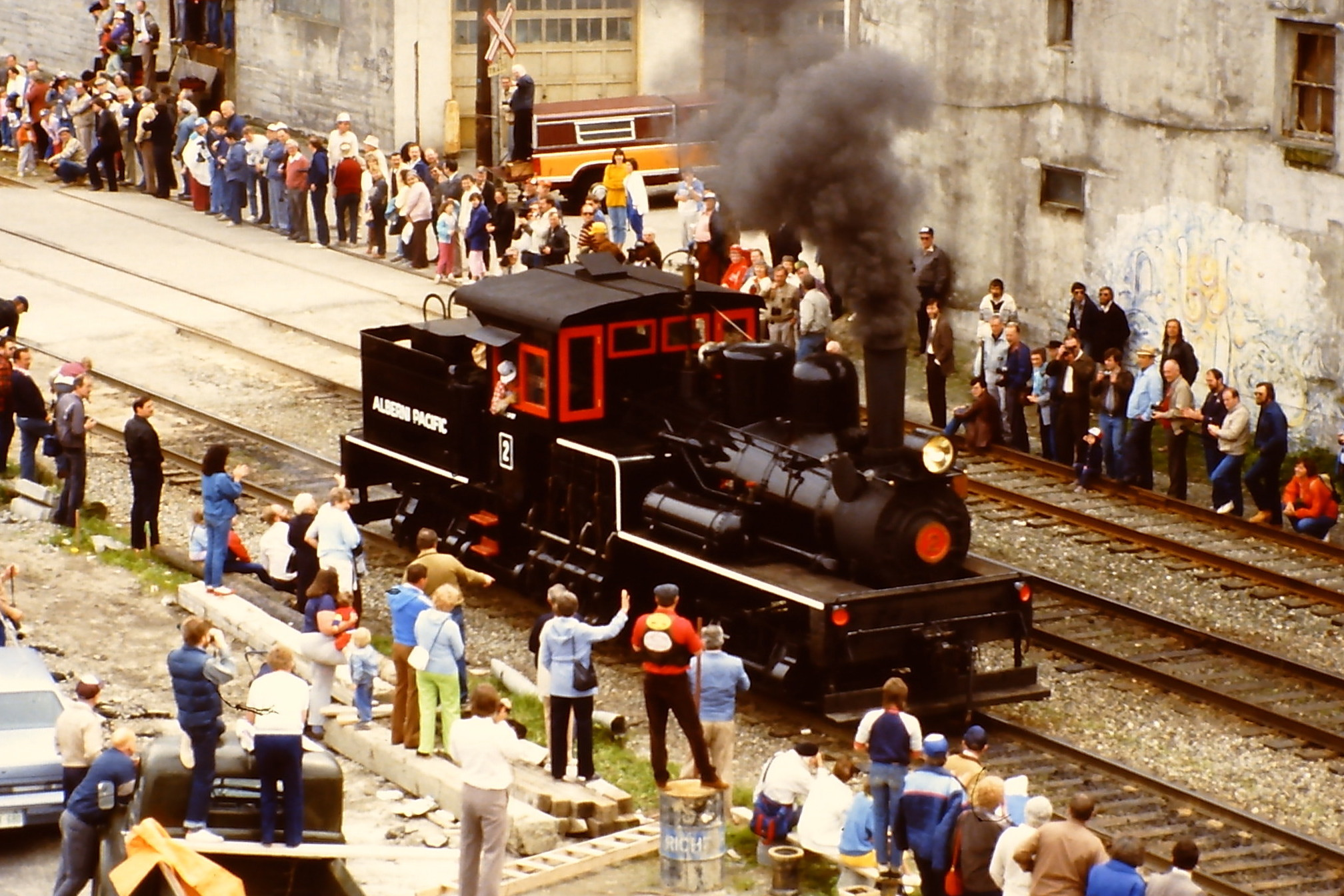
1. 2 (Typ Shay)

- No. 2 ist eine von Lima Locomotive Works erbaute, 42 Tonnen schwere Shay-Dampflokomotive mit zwei Drehgestellen. Sie  wurde im September 2016 restauriert.
- No. 7 ist eine von Baldwin erbaute, 90 Tonnen schwere Satteltank-Tenderlokomotive der Achsfolge 1’D1’. Diese Maschine bespannte im September 2016 die Züge der Alberni Pacific Railway.
- No. 112 ist ebenfalls eine von Baldwin erbaute Satteltank-Tenderlokomotive, allerdings lediglich mit 75 Tonnen Gewicht und der Achsfolge 1’C1’. Die im September 2016 laufende Restaurierung befand sich noch im Anfangsstadium.

### Diesellokomotiven
- No. 11 ist eine von General Electric erbaute, 45 Tonnen schwere dieselelektrische Lokomotive mit einem Cummins-Dieselmotor mit 220 PS. Die Lok wurde im Jahr 2014 betriebsfähig aufgearbeitet.
- No. 8427 ist eine Alco RS-3 mit einem Gewicht von 120 Tonnen und einer Leistung von 1600 PS. Sie ist zurzeit im Betrieb. Die 8427 wurde im Jahr 1953 von American Locomotive Company (Alco) für die Canadian Pacific Railway (CP) gebaut. Sie wurde um 1979 von der Firma Crown Forest Ltd. erworben, um Holztransporte in Ladysmith durchzuführen. Die Western Vancouver Island Industrial Historical Society erwarb sie um 1994/95. Diese Lokomotive ist wahrscheinlich die letzte noch erhaltene, von der CP beschaffte RS-3.